# Firgas
Firgas is een plaats en gemeente in de Spaanse provincie Las Palmas in de regio Canarische Eilanden met een oppervlakte van 16 km². Firgas telt 7.465 inwoners (1 januari 2016). De gemeente ligt op het eiland Gran Canaria. Behalve de gelijknamige plaats liggen in gemeente Firgas nog een aantal andere dorpskernen.
Firgas is reeds lang op Gran Canaria bekend voor de waterbronnen in het nabijgelegen Barranco de La Montaña. Vandaag de dag wordt dit mineraalwater uit de bottelarij Agua Minerales de Firgas over het gehele eiland verkocht.
Het centrale plein van de plaats Firgas is San Roque met de kerk en het gemeentehuis. Bezienswaardig zijn de in een voetgangersgebied gelegen Paseo de Gran Canaria en de Paseo de Canarias. Langs een steile helling loopt een 30 meter lange trapsgewijze aangelegde waterval. Aan één zijde van de Paseo zijn de 22 wapens van alle gemeenten op Gran Canaria aangebracht, naast het wapen van het eiland zelf. De Paseo de Canarias heeft op de grond afbeeldingen van alle zeven Canarische Eilanden, met hun wapenschilden en karakteristieke landschappen.
De Molino del Conde, een maismeelmolen uit de zestiende eeuw, staat aan de weg van Firgas naar Valleseco. Het gebouw, dat ook een oude maismeelopslag met maisoven en het molenaarshuis omvat, staat aan het irrigatiekanaal van het waterbedrijf van Arucas en Firgas, de 'Heredad de Aguas'. Het langsstromende water wordt gebruikt om de zware molenstenen in beweging te zetten.

## Afbeeldingen

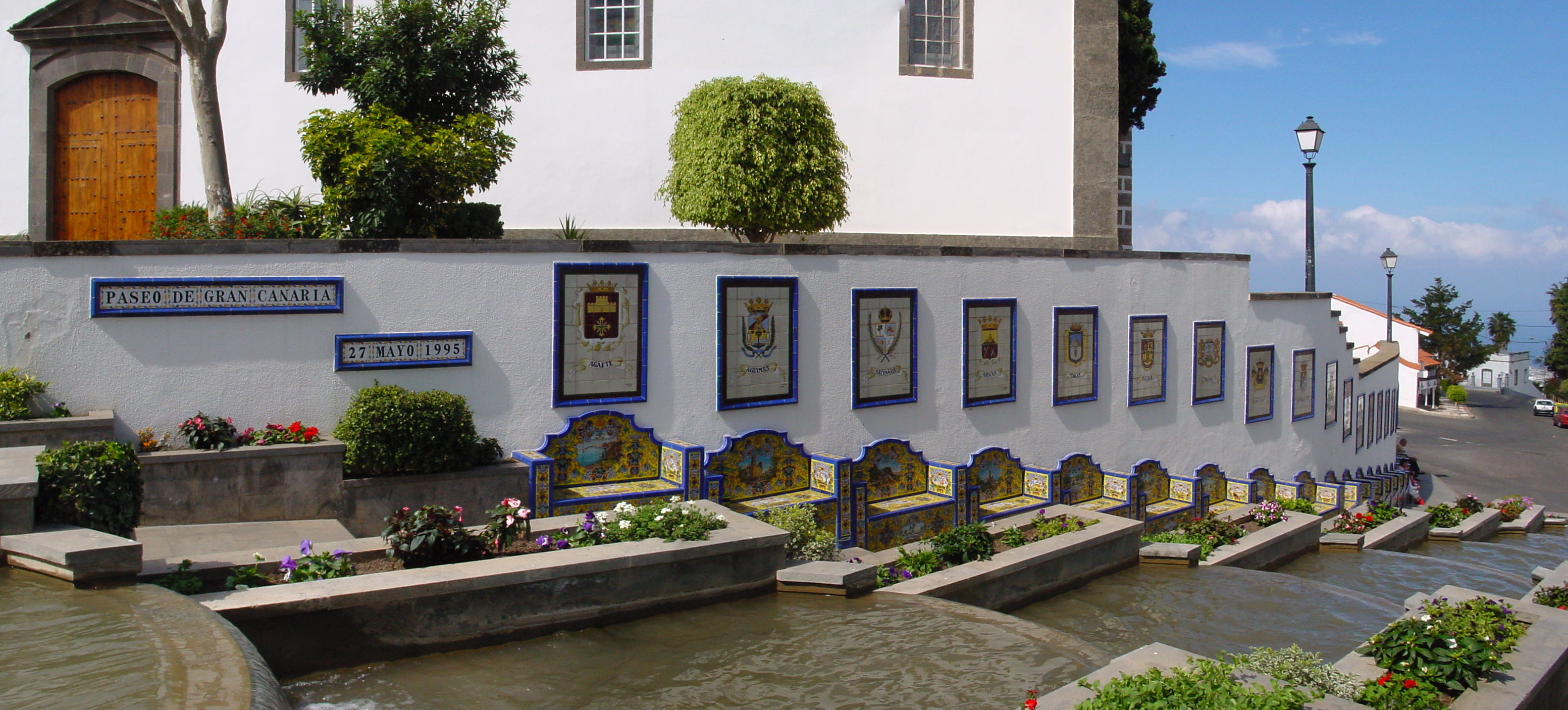
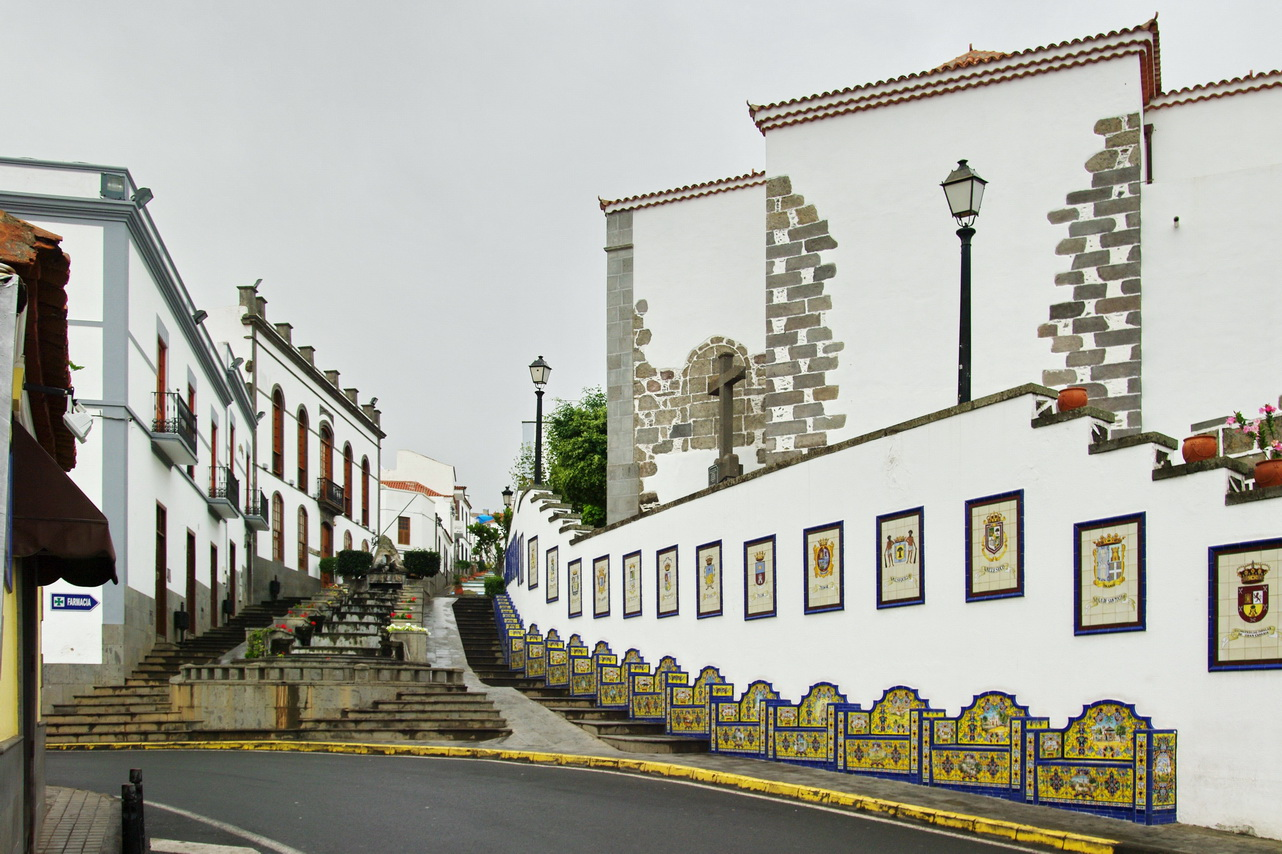
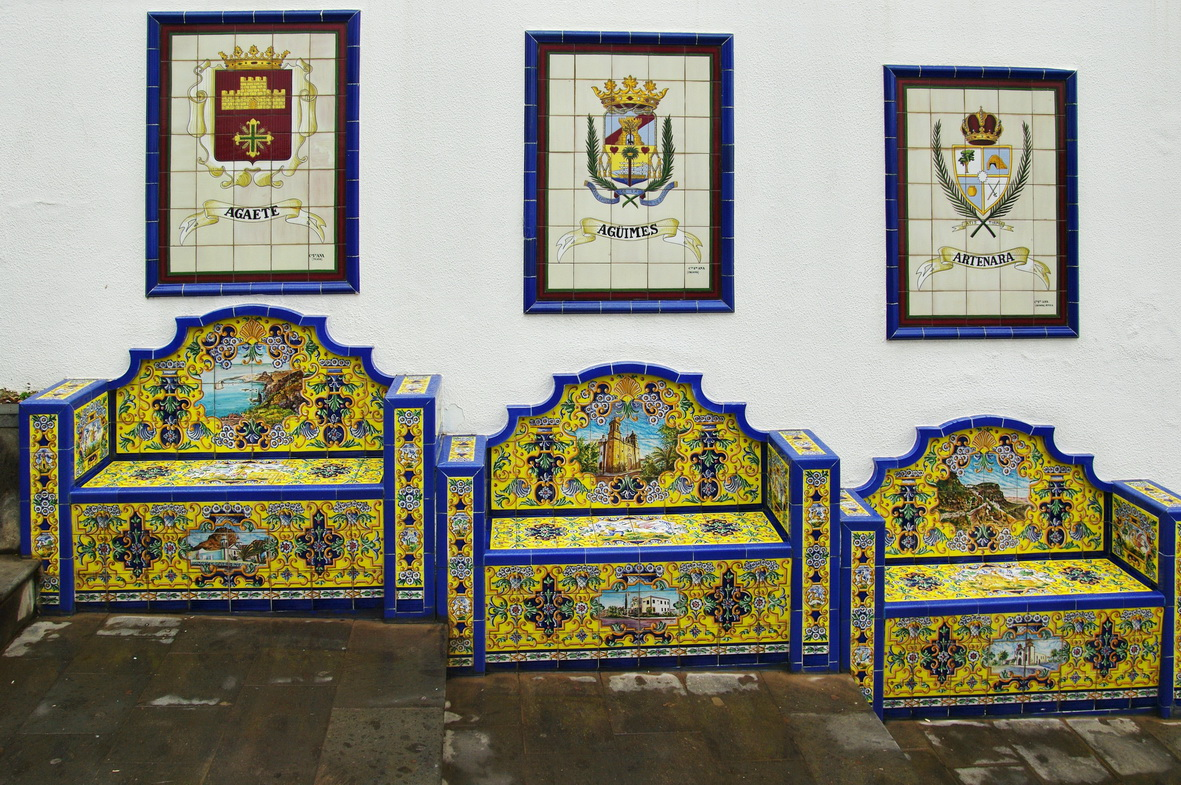

## Demografische ontwikkeling
Bron: INE, 1857-2011: volkstellingen
Hoofdstad: Las Palmas de Gran Canaria

Gemeenten / gemeentelijke hoofdsteden: Agaete · Agüimes · Artenara · Arucas · Firgas · Gáldar · Ingenio · La Aldea de San Nicolás · Mogán · Moya · San Bartolomé de Tirajana · Santa Brígida · Santa Lucía de Tirajana · Santa María de Guía de Gran Canaria · Tejeda · Telde · Teror · Valleseco · Valsequillo de Gran Canaria · Vega de San Mateo

Overige plaatsen: Arguineguín · Fataga · Maspalomas · Playa del Inglés · Puerto de las Nieves · Puerto de Mogán · Puerto Rico · San Agustín